# Jordi Sánchez Navarro
Jordi Sánchez Navarro és un professor i investigador universitari català, expert en còmics i cinema fantàstic.
Des del 1989 escriu en diversos mitjans sobre còmic, cinema i televisió. Va ser director del Saló Internacional del Còmic de Barcelona (1997-2000) i subdirector del Festival Internacional de Cinema Fantàstic de Catalunya-Sitges (2001-2004), amb el qual col·labora com a programador d'«Anima't», la secció d'animació.
Sánchez Navarro és també autor, entre d'altres, dels llibres Tim Burton: Cuentos en sombras (2000), Freaks en acción: Álex de la Iglesia o el cine como fuga (2005), Narrativa audiovisual (2006) i Pantalla rasgada. Quince conversaciones con cineastas y escritores sobre sueños y cine (2014), i ha coordinat llibres col·lectius com Fanáticos. La cultura fan (2013), Aprovecha el tiempo y juega (2009), Realidad virtual. Visiones sobre el ciberespacio (2004) i Imágenes para la sospecha. Falsos documentales y otras piruetas de la no-ficción (2001).
Ha impartit nombrosos cursos i conferències sobre cinema fantàstic, ciència-ficció, còmic i, especialment, història i estètica del cinema d’animació. Treballa com a professor a la Universitat Oberta de Catalunya, on dirigeix els Estudis de Ciències de la Informació i de la Comunicació i fa recerca sobre temes relacionats amb les transformacions de les formes narratives al cinema contemporani, la innovació en l’entreteniment audiovisual i els nexes entre la cultura lúdica i el gènere fantàstic.